# Stadio El Sardinero (1913)
Lo stadio El Sardinero è stato uno stadio di calcio situato a Santander, in Spagna. È stato sostituito dall'attuale Campos de Sport de El Sardinero nel 1988. La capacità dello stadio era di ventimila spettatori.